# Kurt Demmler

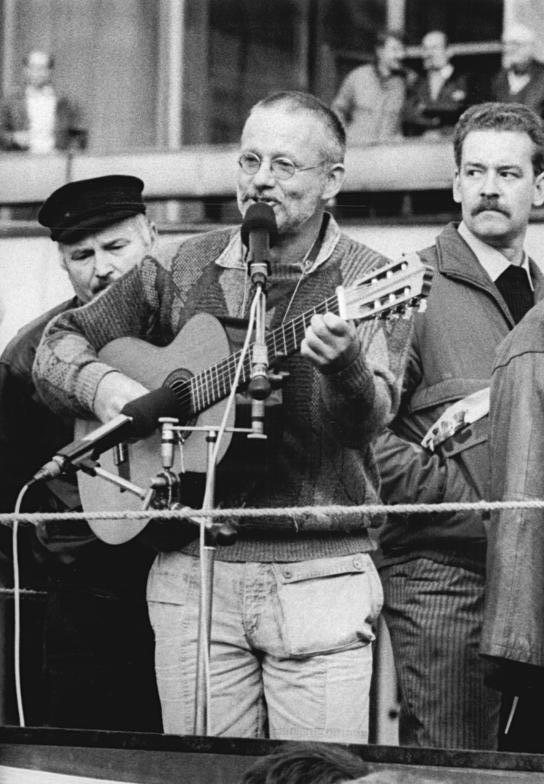
Demmler singt bei der Berliner Großdemonstration am 4. November 1989

Kurt Demmler (* 12. September 1943 in Posen als Kurt Abramowitsch; † 3. Februar 2009 in Berlin) war ein deutscher Liedermacher und Texter vieler DDR-Rockbands. Später wurde er wegen sexuellen Missbrauchs von Kindern in mehreren Fällen verurteilt.

## Leben

### Kindheit und Jugend
Kurt Demmler wurde am 12. September 1943 als Kurt Abramowitsch in Posen geboren. Als Sohn eines Ärzteehepaars wuchs er in Cottbus auf und wohnte ab 1956 in Klingenthal.  Sein leiblicher Vater war als Fliegersoldat während des Zweiten Weltkrieges verschollen und starb wohl vor der Geburt seines Sohnes. Kurts Mutter heiratete den Medizinstudenten Heinz Demmler. Aus der Ehe gingen zwei weitere Kinder hervor. Heinz Demmler arbeitete als Gynäkologe und später als Chefarzt im Krankenhaus Schöneck. Er trat zu Beginn seiner Karriere aus der SED aus.
Von 1950 bis 1962 besuchte Kurt Demmler die Grundschule und die Erweiterte Oberschule, die er mit dem Abitur abschloss. In der 11. Klasse wurde er Mitglied der FDJ, um studieren zu dürfen. Ab der Grundschule erhielt Demmler Klavierunterricht, sang im Kirchenchor und lernte autodidaktisch Gitarre. Er gewann verschiedene Musikwettbewerbe und gab Konzerte, beispielsweise gemeinsam mit der Big Band „Hugo Herold“ oder dem Symphonischen Orchester Markneukirchen. An der Oberschule verfasste er Lieder, die von dem DDR-kritischen Denken seiner Eltern beeinflusst waren. Wegen heimlicher Veröffentlichung eines seiner Texte an der Wandzeitung der Schule erhielt er einen Schulverweis. Spätestens von diesem Zeitpunkt an wurde die Staatssicherheit auf Demmler aufmerksam.

### Studium
Nach dem Abitur trat Demmler 1963 ein Medizinstudium an der Leipziger Karl-Marx-Universität an. Den Wehrdienst konnte er durch den Einfluss seines Vaters mit einem einjährigen Vorpraktikum am Kreiskrankenhaus Schöneck von 1962 bis 1963 aussetzen. Zudem hatte Demmler sich beim Erich-Weinert-Ensemble der NVA beworben. Demmler und der spätere Schlagersänger Frank Schöbel wurden ausgewählt.
Während seines Studiums wurde von Seiten des MfS unter Androhung von fünf Jahren Zuchthaus und Exmatrikulation wegen kritischer Liedtexte versucht, Demmler als Inoffiziellen Mitarbeiter (IM) zu gewinnen. Mit Verweis auf seinen hippokratischen Eid lehnte er ab. Da er versprach, künftig nur im universitären Rahmen aufzutreten (Louis-Fürnberg-Ensemble), wurden keine Sanktionen gegen ihn verhängt.
Während des Medizinstudiums knüpfte Demmler Kontakte zum Jugendradiosender DT 64 und zum Oktoberklub (vormals Hootenanny-Klub, Berlin). Letzterem trat er 1967 bei und lernte dadurch Gisela Steineckert und andere kennen, die sein (politisches) Denken stark beeinflussten. Die Probleme, mit denen er konfrontiert wurde, sah er unter diesem Einfluss als Auswirkungen des Konkurrenzkampfes mit der BRD und dem Kapitalismus allgemein an und suchte sie nicht (mehr) im sozialistischen System. Sein Repertoire umfasste zu dieser Zeit Lieder wie das Lied vom Vaterland oder Ho Chi Minh. Er komponierte für das Pfingsttreffen der FDJ 1967 das Lied Was machen wir zu Pfingsten gemeinsam mit Mitgliedern von DT 64. Demmlers Teilnahme am Oktoberklub endete bereits nach einem halben Jahr; nach eigener Angabe wegen des Singens kritischer Lieder. Er initiierte daraufhin einen Singeklub an der Leipziger KMU innerhalb von deren Kulturensemble „Studio Poesie“. Diesem Ensemble schlossen sich die Mitglieder der später gegründeten Klaus Renft Combo an. Im Laufe der Jahre wurden Dutzende Texte Demmlers bei den staatseigenen Labeln Amiga, Eterna, Nova und Schola veröffentlicht. Außerdem trat Demmler als Liedermacher auf; sein Bühnenprogramm der 1960er Jahre hieß „O Leipzig, meine Schöne“.
Sein Studium schloss Demmler 1969 mit seiner Approbation als Arzt ab. Bis 1976 arbeitete er als Arzt und war von da an als freischaffender Künstler tätig. Ebenfalls 1969 heiratete er und erhielt von der FDJ die Erich-Weinert-Medaille für künstlerische Leistung. Ende der 1960er Jahre trat er vor allem in Verbindung mit der FDJ, dem Oktoberklub und anderen staatlichen Musikveranstaltungen in Erscheinung.

### Berufsleben in der DDR
Die 1970er Jahre waren Demmlers produktivste Zeit. Nach Aussage von Jörg Stempel, ab 1981 Amiga-Redakteur, schrieb Demmler für „fast alle“. Nach eigener Aussage verfasste er in 25 Jahren 10.000 Texte. Die beachtliche Zahl hängt damit zusammen, dass Demmler oft „mehrfachangebote auf von komponisten, bands und interpreten zum texten überlassene musikdemos“ verfasste. Dieser Produktivität wegen war er finanziell abgesichert und soll im Laufe der Jahre Tantiemen im sechsstelligen Bereich erhalten haben. Neben dem Kontakt zur Klaus Renft Combo begann seine Zusammenarbeit mit Veronika Fischer, Franz Bartzsch und Nina Hagen, aber auch ausländischen Interpreten wie Omega, Locomotiv GT oder der westdeutschen Interpretin Katja Ebstein. Er textete für Frank Schöbel, Dani Marsan, Aurora Lacasa, Hans-Jürgen Beyer, Lift, Express Berlin, Prinzip, Winni II, Uve Schikora und seine Gruppe und viele andere.
Demmlers erstes eigenes Album Lieder erschien 1971 bei Amiga. Er verfasste eigene und übersetzte Texte, unter anderem für Skaldowie und die Roten Gitarren. Ein Jahr später, 1971, erhielt er den „Preis für künstlerisches Volksschaffen“ und im Jahr darauf, 1972, den „Soldatenliedpreis“ für sein erstes Soldatenlied („Liebste, geht es dir gut“). Der von Arndt Bause komponierte und von Demmler getextete Schlager „Sieh mal einer an, diese Kleine“ von Frank Schöbel wurde zum XII. Internationalen Liederfestival in Sopot im gleichen Jahr ausgezeichnet. Es folgten weitere Preise und Auszeichnungen (z. B. 1. und 2. Preis im Wettbewerb „Singt das Lied der Republik“). 1973 wurde Demmler erneut ausgezeichnet, diesmal mit dem „Kunstpreis der DDR“. Neben vielen Neuerscheinungen als Single oder Album waren Lieder mit seinen Texten auf diversen Kompilationen zu finden. 1973 erschien als Single ein anlässlich des Frauentages 1970 komponiertes Lied Dieses Lied sing ich den Frauen (Maria), das große Resonanz fand; 1974 folgte sein Album Verse auf sex Beinen, „eine für damalige DDR-Verhältnisse erstaunlich prüderiefreie Platte, voller erotischen Wortwitzes“.
Als Wolf Biermann 1976 die Wiedereinreise in die DDR verwehrt wurde, unterzeichnete Demmler neben Uschi Brüning, Reinhard Lakomy und anderen Kunstschaffenden ein Protestschreiben gegen Biermanns Ausbürgerung. Das Resultat war die Sperrung als aktiver Künstler und ein absolutes Aufführungsverbot für zweieinhalb Jahre. Die Unterzeichner des Protestschreibens „mussten in der Folgezeit mehrere sogenannte Aussprachen über sich ergehen lassen, bis die Generaldirektion für Unterhaltungskunst der Parteiführung meldete, dass das alte Vertrauensverhältnis wieder hergestellt sei.“ Autor konnte und durfte Demmler weiterhin bleiben. Als ihn Mitglieder der Stern-Combo Meißen fragten, ob er für sie Stefan Zweigs Novelle Kampf um den Südpol (1977) zu einem Liedtext umarbeiten könne, entstand ihr gleichnamiger, erster großer Hit.
In der zweiten Hälfte der 1970er wurden noch mehr Lieder mit Demmler-Texten veröffentlicht als in der ersten Hälfte, beispielsweise von WIR, 4 PS, Set, Karat (der Titel König der Welt mit Demmlers Text platzierte Karat „monatelang an der Spitze der DDR-Hitparaden“), Berluc, Regine Dobberschütz, B. E. M., Dorit Gäbler, Karussell, Kreis, Dialog und weiteren. Seine Single „Das Mädchen, das die Taschen hält“ erschien 1978 und ein Jahr später sein Album nach dem gleichnamigen 1970er-Jahre-Bühnenprogramm „Komm in mein Gitarrenboot“; unter anderem mit dem vorgenannten Lied und „Wanda“, einem Lied über die verbotene Liebe von Lehrer und Schülerin. Aus den vor 1976 entstandenen Kontakten entsprangen z. B. Lifts „Und es schuf der Mensch die Erde“ (1977), Prinzips „Sieben Meter Seidenband“ (1978) oder Stern-Combo Meißens Konzeptalbum „Weißes Gold“ (1978). Der Schallplattentext des letzteren wurde von der Band geändert, sodass Demmler einen Gerichtsprozess anstrengte, den er teilweise gewann. In einem Zeitungsartikel äußerte er 1978: „Mit manchen Lektoren […] ist es nicht immer einfach zusammenzuarbeiten, weil sie diesen oder jenen Text nicht eher aus den Händen geben, bis sich nicht auch ihre Handschrift im Text niederschlägt.“
Ein Beispiel dafür, wie unbequeme Texte aussortiert wurden, ist sein Song „Smog“, der die Luftverschmutzung in der DDR thematisiert. Ohne einzugestehen, dass es vor allem ein Reizthema war und zunehmende Proteste gefürchtet wurden, wurde der Text vom Lektorat wegen seiner „Gestaltung“ abgelehnt. Als Demmler 1979 sein Lied „Mustermessenmelancholie“ vor Politikern sang, die den ganzen Tag über „neue richtungsweisende entscheidungen in sachen intershop beraten“ hatten, wurde das kürzlich aufgehobene Auftrittsverbot (wegen des Biermann-Protestschreibens) erneut verhängt.
Im neuen Jahrzehnt konnte Demmler an seine Erfolge anknüpfen. Er textete nun auch für (Familie) Silly, die Puhdys („Neue Helden“ (1989) unter dem Pseudonym Kowarski), Pankow, Peter Tschernig, Maja Catrin Fritsche, Reform, G. E. S., Drei, Sascha Thom, Ralf Bursy und weitere. Das nächste eigene Album „Jeder Mensch kann jeden lieben“ erschien 1982. Einen bedeutenden Erfolg konnte er mit seinen „Liedern des Kleinen Prinzen“ nach Antoine de Saint-Exupéry feiern. Demmlers leiblicher Vater war als Fliegersoldat im gleichen Zeitraum verschollen gegangen wie Saint-Exupéry, was ihn zu einem Nachdenken über den Stoff des „Kleinen Prinzen“ bewegte, da er eine persönliche Verbindung zu sich sah. Ab 1984 wurden die Lieder aufgeführt, bereits 1985 erschienen sie bei Amiga. Dieses Programm war der Auftakt zu Demmlers Programmen gemeinsam mit Kindern. Er wurde jetzt „Anwalt der Kinder“ genannt und erhielt 1985 (auch für dieses Album) den Nationalpreis der DDR. In einer Preisträgerauflistung in der Zeitung Neue Zeit hieß es:

„Der Nationalpreis der DDR III. Klasse für Kunst und Literatur wird verliehen: für sein von hoher Qualität getragenes schöpferisches Gesamtschaffen als Autor für die Rockmusik sowie als Autor, Komponist und Interpret im Liederschaffen der DDR. Kurt Demmler, Textautor und Interpret, Leipzig.“

Demmler rief nach Konzerten nun dazu auf, ihm junge, talentierte Kinder vorzustellen, die mit ihm gemeinsam musizieren sollen, da seine Stimme nicht so gut zu den „Liedern des Kleinen Prinzen“ passe wie Kinderstimmen. Manche Eltern kamen dieser Aufforderung reflexartig nach, „zu welchen Bedingungen auch immer“. Von 1985 bis 1987 nahm Demmler an einer Liedercircustournee teil, die ein von den bekanntesten Liedermachern des Landes gestaltetes Programm umfasste. Tourneeregisseur Matthias Görnandt berichtet davon, dass Demmler immer wieder durch die Begleitung (zu) junger Mädchen aufgefallen sei:

„Ich weiß, dass er ja sehr oft junge Mädels mitbrachte, die ihn einfach anhimmelten. Er war ein streichelbedürftiger Mensch und damit hat er es auch begründet. Und alle hat es natürlich auch befremdet, dass er immer mit so sehr jungen Mädchen ankam. Er ließ die dann auf der Bühne mal mitsingen.“

Görnandt beschreibt Demmler als „extrem eitel und verletzbar. Er konnte sehr aggressiv gegenüber anderen Leuten sein und er konnte extrem anlehnungsbedürftig und lieb mit anderen Leuten umgehen“. Er vermutet, dass sich Demmler zu jungen Mädchen hingezogen fühlte, da „er Angst vor starken Frauen hatte“. Dass Demmler eine Neigung für junge Mädchen hatte, galt als offenes Geheimnis.
Wegen eines Streits mit Gisela Steineckert, inzwischen Präsidentin des Komitees für Unterhaltungskunst, erhielt Demmler 1986 Hausverbot für den Rundfunk und verkündete öffentlich seinen Abschied in der Zeitschrift „Melodie und Rhythmus“. Er selbst schilderte die Situation so, als wolle er jungen Talenten den Platz frei machen, und begann unter einem Pseudonym mit dem Texten von Rockopern und Musicals. Dennoch wurden auch weiterhin Texte von ihm und unter seinem Namen interpretiert und veröffentlicht. So finden sich etwa auf Sascha Thoms Album „Mein Lebensbild“ (1987) neben Texten von Steineckert zwei Demmler-Texte. Zur erstmaligen Verleihung der „Goldenen Amiga“ (1988) wurde Demmler in der Rubrik Chanson/Liedermacher für die „Lieder des kleinen Prinzen“ geehrt. Ein Programm mit kritischen Tönen stellte Demmler 1988 vor: „Gute Macht, Freunde!“ wurde positiv rezensiert und den Liedern eine Sichtweise „konstruktiver helfender Kritik“ attestiert. Ein weiteres eigenes Album „Kerzenlieder“ erschien 1990 bei Amiga. Er sang gemeinsam mit den Schülerinnen Daniela und Doreen.
Neben vielen weiteren Musikern unterschrieb auch Kurt Demmler die „Resolution“ der Rockmusiker und Liedermacher für Demokratisierung und Medienfreiheit in der DDR vom 18. September 1989. Im Rahmen von „Gute Macht, Freunde!“ verlas Demmler diese nach eigener Aussage wiederholt, weswegen er teilweise harsch angegangen wurde. Wenige Wochen später trug er auf der Demonstration am 4. November 1989 in Ost-Berlin auf dem Alexanderplatz das Gedicht „Sicherheit“ vor und sang vor rund einer Million Menschen das Lied „Irgendeiner ist immer dabei“, das zu diesem Zeitpunkt laut Demmler seit drei Jahren mehrfach aufgeführt wurde und bereits 15 Jahre alt gewesen sei. Es handelt humorvoll-sarkastisch von der Überwachung durch die Staatssicherheit. Nach diesem und anderen Auftritten in der Folgezeit habe er aus der Bevölkerung Morddrohungen erhalten.

### Berufsleben in der Bundesrepublik
In der DDR war Demmler einer ständig wechselnden Haltung des Staates zu seiner Person ausgesetzt. Er erlebte abwechselnd Auftrittsverbote, Nationalpreis, Zensur und kommerziellen Erfolg und stand vermutlich unter umfassender Beobachtung der Staatssicherheit. Diese besaß einen Nachschlüssel zu seinen Wohnungen und hatte Abhörgeräte installiert. Dennoch konnte er sich Fehltritte erlauben, ohne drakonische Strafen erwarten zu müssen. Nach der Wende verlor er stark an Einfluss und Bedeutung. Die ihm unbekannten Strukturen der Bundesrepublik Deutschland überforderten ihn, wie aus zahlreichen Beiträgen auf seiner Website hervorgeht. Trotz seiner Misserfolge in der Musikszene war Demmler durch die Wiederveröffentlichung von DDR-Liedern auf CD durch Tantiemen finanziell abgesichert:

„mir sind alle auftraggeber und potentiellen partner bisher hinterhergerannt. nun gab es keine mehr. […] ich war noch nie in meinem leben so dumm rumgestanden. da die tantiemen aber noch gut liefen, ein großteil der platten wurde noch mal auf cd rausgebracht, hatte ich auch keinen druck.“

Seiner komfortablen Stellung in der DDR beraubt, fand er sich in der Musikszene nicht mehr zurecht und verurteilte den Produktionsprozess von Musik: „es geht zudem nicht mehr um ein künstlerisches produkt, nur noch um zielgruppen und kaufkraft. kreative und vertrauensvolle zusammenarbeit sind fremdwörter geworden.“
Obwohl er mehrere Konzerte gab, z. B. gemeinsam mit Reinhard Mey im April 1990, mit seinem Programm „Windundsandundsternenlieder“ oder 1991 mit seinem Programm „Mitmenschen“, konnte Demmler nicht an frühere Erfolge anknüpfen. Mit seinen „Liedern des Kleinen Prinzen“ konzertierte er in Begleitung einer Sängerin und eines Gitarristen bis 1993. 1994 verlor er seine Wohnung in Leipzig, sieben Jahre später seine Berliner Wohnung. Er mied zunehmend die Öffentlichkeit und zog zunächst nach Fürstenwalde in Brandenburg. Trotz seiner Bemühungen, alte Kontakte zu erneuern und neue zu knüpfen, blieb sein Erfolg begrenzt. 1990 erschien sein Album „Windundsandundsternenlieder“ nach dem gleichnamigen Bühnenprogramm bei Musicando. 1991 kam es zu einer Zusammenarbeit mit der Musikerin Inka Bause und ihrem Vater Arndt Bause. Mit der Band Silbermond kam es zu einem Streit über die Urheberrechte an „Verschwende deine Zeit“. Laut Demmler handelte es sich um ein Plagiat eines Textes, den die Musiker auf Anfrage als Vorschlag von ihm erhalten hätten.

### Strafverfahren und Suizid
Demmler ließ sich wiederholt von jungen Mädchen besuchen und bewegte oder zwang sie zu sexuellen Handlungen. Wenn Eltern Verdacht schöpften und diesbezüglich an ihn herantraten, bezichtigte er sie und die Kinder der Lüge, drohte mit Anwälten und einer Verleumdungsklage. Die so eingeschüchterten Eltern unternahmen in der Regel keine weiteren Schritte. Demmler stilisierte sich rhetorisch zum Opfer, besonders auf seiner Internetseite. Die Anwältin der betroffenen Mädchen des Prozesses von 2009, Eva Kuhn, sagte dazu:

„Soweit ich informiert bin, gab es immer wieder Eltern, die das gemerkt haben, die auch teilweise das Gespräch mit ihm gesucht haben. Nach meinen vorliegenden Informationen war aber einhellig die Meinung, man kann gegen ihn nichts ausrichten, er ist eine prominente Person, er hat eine bestimmte Macht auch oder Einfluss und man kann ihm nichts beweisen.“

Im Jahr 2000 wurde ein Strafverfahren wegen sexuellen Missbrauchs von Kindern gegen Demmler eröffnet. Er wurde zwei Jahre später zu 90 Tagessätzen zu je 20 € (oder: 1800 €) verurteilt. Sein letztes Album Mein Herz muss barfuß gehen erschien 2001 bei Uniton (2009 nochmals bei sechzehnzehn). In den folgenden Jahren betreute Demmler seine Website, lud Hunderte Texte hoch und veranstaltete im Gästebuch selbst vorgeschlagene, spontane Treffen bei sich zu Hause in seiner Villa in Storkow in Brandenburg. Er gab sich offen für Diskussionen, ermutigte andere, Texte zu verfassen (z. B. Gästebereich: „Haste ma ne Hook“), und textete außerdem selber weiterhin, beispielsweise die „Neuen Lieder des kleinen Prinzen“.
2008 wurde Demmler erneut angeklagt. Es wurden Fälle zwischen 1985 und 2005 verhandelt. Zwischen 1995 und 1996 soll er in mindestens 52 Fällen Kinder missbraucht haben; zwischen 1995 und 1999 soll es allein in seiner Berliner Wohnung und in seiner Villa in Storkow zu 212 Übergriffen an Mädchen im Alter von 10 bis 14 Jahren gekommen sein. Da Demmler versucht habe, die Mädchen aktiv zu beeinflussen und ihre Aussagen zu verhindern, wurde er in Berlin-Moabit in Untersuchungshaft genommen. Er soll die Mädchen angerufen, ihnen Briefe geschrieben und ihre Wohnanschriften aufgesucht haben. Im Gefängnis schloss er sich einer Gitarrengruppe an und gestaltete das Weihnachtskonzert mit. In einem Turnus von 14 Tagen besuchte ihn seine Familie, seine Frau zuletzt am 21. Januar 2009. Die Hauptverhandlung gegen Demmler begann am 22. Januar 2009 vor dem Landgericht Berlin. Dort äußerte sich der Angeklagte nicht zu den Vorwürfen. Er sei „hoffnungsvoll“ gewesen und habe „äußerst positiv reflektiert“. Im Rahmen der Ermittlungen meldeten sich auch mutmaßliche Opfer Demmlers aus den 1980er Jahren. Die Ermittlungen zu diesen Fällen wurden jedoch wegen Verjährung eingestellt.
In der Nacht vom 2. auf den 3. Februar 2009 beging Kurt Demmler mit zwei zusammengeknoteten Gürteln Suizid. Um 06:23 Uhr wurde er in seiner Zelle von einem Justizbeamten leblos aufgefunden, um 06:39 Uhr wurde sein Tod durch eine Notfallmedizinerin festgestellt. Einen Abschiedsbrief hinterließ er nicht. Der Suizid erfolgte in der Nacht vor dem zweiten Verhandlungstag, an dem die Betroffenen hätten aussagen sollen. Somit konnte der Fall bzw. konnten die Fälle nicht aufgearbeitet und der Prozess nicht abgeschlossen werden. Demmler hinterließ seine Frau und zwei erwachsene Kinder.

## Trivia
Kurt Demmler war ein Anhänger der konsequenten Kleinschreibung.

## Diskografie
- 1971: Kurt Demmler – Lieder (Amiga)
- 1975: Verse auf sex Beinen (Amiga)
- 1979: Komm in mein Gitarrenboot (Amiga)
- 1982: Jeder Mensch kann jeden lieben (Amiga)
- 1985: Die Lieder des kleinen Prinzen (Amiga)
- 1989: Kerzenlieder 1989 (Amiga)
- 1990: Windsandundsternenlieder (DSB)
- 2001: Mein Herz muss barfuß gehn (Unionton)

## Auswahl bekannter Titel und Interpreten
- Du hast den Farbfilm vergessen, He, wir fahrn aufs Land, Was denn und weitere für Nina Hagen
- Wer die Rose ehrt, Nach der Schlacht, Chilenisches Metall, Ermutigung und viele weitere für Renft
- König der Welt, Auf den Meeren, Märchenzeit und weitere für Karat
- Album Neue Helden (1988, unter dem Pseudonym „Kowarski“) für die Puhdys
- Alben Weißes Gold und Reise zum Mittelpunkt des Menschen, Lieder wie Der Kampf um den Südpol, Licht in das Dunkel und viele weitere für Stern-Combo Meißen
- Die Sixtinische Madonna, Tritt ein in den Dom, Der grüne Esel und viele weitere für electra
- Wasser und Wein, Abendstunde, stille Stunde, Wind trägt alle Worte fort und weitere für Lift
- Tanzt keiner Boogie, Bluejeans und weitere für Silly
- No Bomb, Bernsteinlegende, Glaube an dich, Reise zu den Sternen und viele weitere für Berluc
- Autostop, Ehrlich will ich bleiben, Keiner will sterben, Wie ein Fischlein unterm Eis und viele weitere für Karussell

Außerdem schrieb Kurt Demmler Liedtexte für Brigitte Ahrens, Peter Albert, Marek Grechuta & Gruppe Anawa, Babylon, Inka Bause, Bergendy, Hans-Jürgen Beyer, Hansi Biebl Band, Brot und Salz, Uschi Brüning, Budka Suflera, Ralf Bursy, Dialog, Chris Doerk, Drei, Katja Ebstein, Gunther Emmerlich, Express, Veronika Fischer, Reinhard Fißler, Dagmar Frederic, Maja Catrin Fritsche, Gruppe G. E. S., Karel Gott, Monika Hauff & Klaus-Dieter Henkler, Kati Kovács, Horst Krüger Band, Kreis, Aurora Lacasa, Wolfgang Lippert, Locomotiv GT, Marita & Rainer, Đani Maršan, Gerti Möller, Thomas Natschinski, Anett Navall, Oktoberklub, Omega, Pankow, Peter und Paul und Aniko, Prinzip, Dean Reed, Maryla Rodowicz, Rote Gitarren, Gaby Rückert, Uve Schikora, Frank Schöbel, SET, Skaldowie, Vlady Slezák, Brigitte Stefan & Meridian, Peter Tschernig, 4 PS, Winni II, Wir, Helga Zerrenz, Petra Zieger, 2 plus 1 und weitere Interpreten.

## Auszeichnungen
- 1969 Erich-Weinert-Medaille
- 1971 Preis für künstlerisches Volksschaffen
- 1972 Soldatenliedpreis
- 1973 Kunstpreis der DDR
- 1985 Nationalpreis der DDR